# La grande corsa (film 1939)
La grande corsa (King of the Turf) è un film del 1939, diretto da Alfred E. Green. King of the Turf era chiamato Longfellow, cavallo famoso nel decennio che segue la guerra civile americana.

## Produzione
Il film fu prodotto dalla Edward Small Productions.

## Distribuzione
Distribuito dalla United Artists, il film uscì nelle sale cinematografiche USA il 17 febbraio 1939 con il titolo originale King of the Turf. Ne fu curata una riedizione che uscì il 16 luglio 1948, distribuita dalla Screen Guild Productions.